# Edward Binns
Edward Binns (ur. 12 września 1916 w Filadelfii, zm. 4 grudnia 1990 w Brewster) – amerykański aktor telewizyjny, teatralny i filmowy. Znany przede wszystkim jako przysięgły nr 6 w legendarnym filmie Dwunastu gniewnych ludzi (1957; reż. Sidney Lumet). Wystąpił w kilkudziesięciu serialach telewizyjnych.

## Najważniejsze filmy
- Ponad wszelką wątpliwość (1956) jako porucznik Kennedy
- Dwunastu gniewnych ludzi (1957) jako przysięgły nr 6
- Północ, północny zachód (1959) jako kpt. Junket
- Człowiek w potrzasku (1959) jako kpt. Green
- Piękna złośnica (1960) jako szeryf Ed McClain
- Wyrok w Norymberdze (1961) jako senator Burkette
- Czerwona linia (1964) jako płk. Jack Grady
- Patton (1970) jako mjr gen. Walter Bedell Smith
- W mroku nocy (1975) jako Joey Ziegler
- Werdykt (1982) jako Bishop Brophy